# Табарка (остров)
Табарка (исп. Isla Plana o Nueva Tabarca; также Новая Табарка лат. Nova Tabarca) — небольшой остров в составе королевства Испания, расположенный в западной части акватории Средиземного моря. 
Площадь около 0,3 км² (30 га), находится в 22 км к югу от города Аликанте и в 4,5 км от суши (мыс Св. Павла). 
Имея длину 1750 м и макс. ширину 300 м, остров является самым маленьким обитаемым островом Испании с постоянным населением 59 чел. (2013).
Остров представляет собой небольшое возвышенное плато, окруженное мелкими островками Ля-Нау (la Nau), Ля-Галера (la Galera) и Ля-Кантера (la Cantera).

## История
Попытки христиан (арагонцев) закрепиться на острове отмечались ещё в 1337 году, когда полным ходом шла Реконкиста всей Испании. Однако вплоть до 1760 года остров и воды вокруг него фактически контролировали мавританские пираты, нападавшие на прибрежные районы континента. 
Постоянное христианское поселение здесь возникло в 1768 году, когда испанский монарх приютил остатки потерпевших крушение итальянских (лигурийских) поселенцев, которые покинули оставленный Генуей под натиском турок-османов город-остров Табарка у берегов Туниса. 
До настоящего времени большинство коренных осровитян имеют итальянские фамилии, хотя со временем они перешли на испанский язык. Употребляется также и валенсийский язык.

## Динамика численности населения
| Население | 311 | 343 | 634 | 1055 | 242 | 127 | 125 | 118 | 111 | 112 | 105 | 98 | 92 | 79 | 73 | 68 | 59 |